# Shalkarteniz
Lo Shalkarteniz o Chelkartengiz (in kazako Шалқартеңіз; in russo Шалкартениз) è una distesa salata a nord-est del lago d'Aral, in Kazakistan. Occupa una superficie di circa 1800 km². In primavera, vi confluiscono le acque dei fiumi Turgai e Irgiz, trasformandolo in un lago estremamente salato profondo tra i 2 e i 3 m.